# Frankokratia

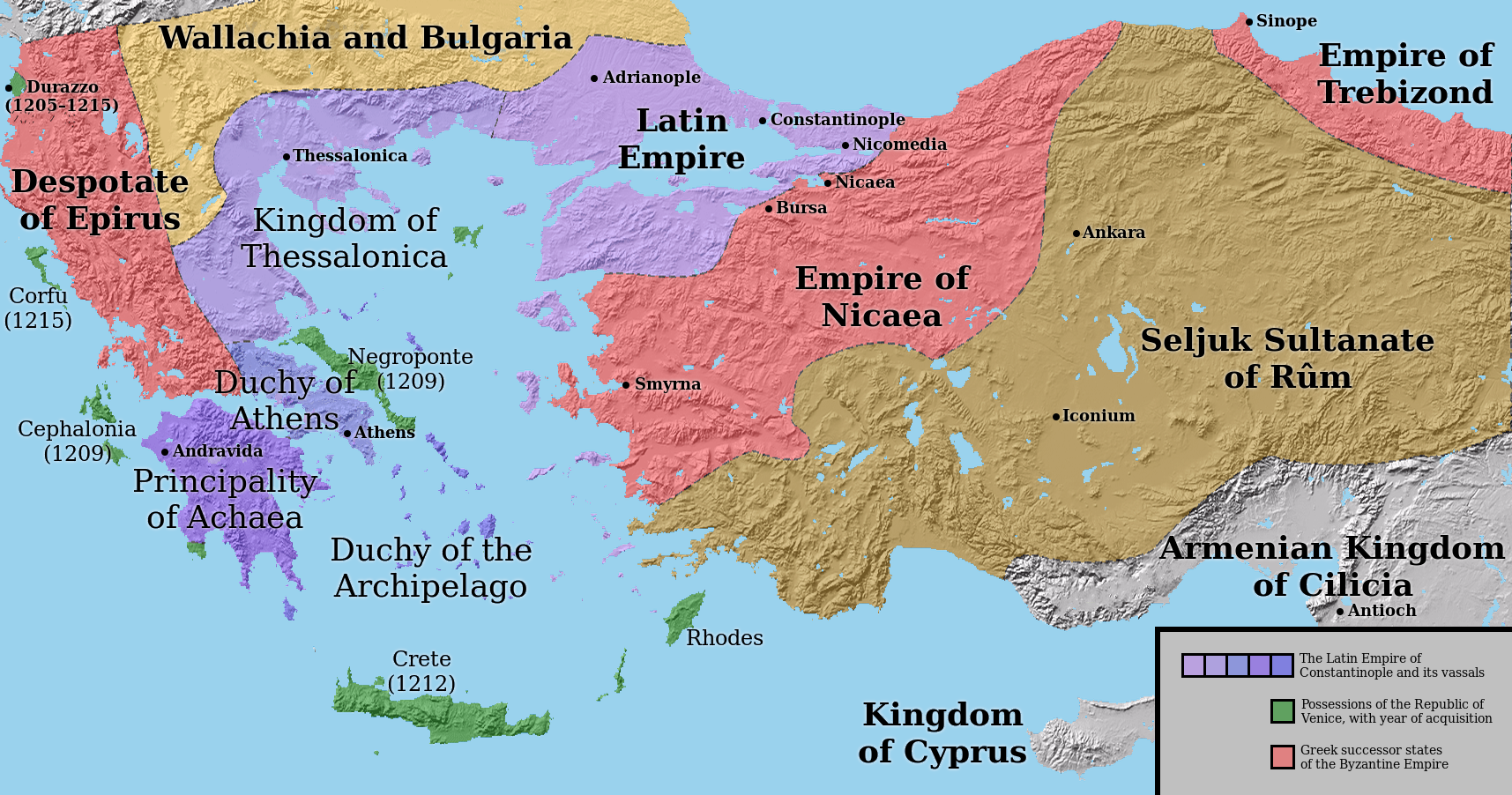
LatinEmpire2

Frankokratia (Grekiska: Φραγκοκρατία, Latin: Francocratia, 'Frankernas styre'), även känt som Latinokratia (Grekiska: Λατινοκρατία, Latin: Latinocratia, "Latinernas styre", Latinska ockupationen) och, för de venetianska besittningarna, Venetokratia eller Enetokratia (Grekiska: Βενετοκρατία eller Ενετοκρατία, Latin: Venetocratia, "Venetianarnas styre"), är en term för den tidsperiod i Greklands historia mellan 1204 och 1566, när stora delar av Grekland var splittrat i katolska (latinska) korsfararstater.
Perioden inleddes efter fjärde korståget, när det Bysantinska riket krossades av en katolska korsriddararmé från Västeuropa under Konstantinopels fall (1204), och västmakterna delade upp dess territorium i italienska och franska stater enligt Partitio terrarum imperii Romaniae. Perioden avslutades mellan 1456 och 1566, när de frankokratiska staterna erövrades av Osmanska riket (med kungariket Kandia som den formellt sista 1667).